# Cotoneaster verokotschyi
Cotoneaster verokotschyi es una especie de planta del género Cotoneaster, perteneciente a la familia Rosaceae.

## Taxonomía
Cotoneaster verokotschyi fue descrita por Jeanette Fryer y Bertil Hylmo en 2009.

## Distribución
Se encuentra en el territorio del Cáucaso septentrional.